# Uomini più uomini
Albums de Amanda Lear
Secret Passion Tant qu’il y aura des hommes
Uomini più uomini est le huitième album studio d'Amanda Lear sorti en 1989 et il est le premier entièrement chanté en italien.

## Titres
1. Mia Clara Clara - 3:38 (Vito Pallavicini, Conte, Molco)
2. Telegramma - 3:12 (Cristiano Malgioglio, C.Castellari)
3. Ragazzino - 4:18 (Caliandro, Daino, Claudio Daiano)
4. Ripassi domani - 4:15 (Vito Pallavicini, Molco, Giorgio Conte)
5. Scuola d'amore - 4:30 (Amanda Lear, Claudio Daiano)
6. Una notte insieme a te - 3:51 (S.Menegale, R.Ferrato)
7. Indovina chi sono - 3:22 (P.Leon, Paolo Limiti)
8. Una rosa un tango - 4:05 (Cristiano Malgioglio, C.Castellari)
9. .Illibata - 3:25 (M.Poggini, G.Caliandro, Claudio Daiano)
10. Due - 3:27 (C.Zavaglia, S.Mogavero, F.Graniero)
11. La partita di pallone - 3:24 (Edoardo Vianello, Carlo Alberto Rossi)

## Production

### Album LP 33T
| Format      | Pays   | Référence | Date de sortie |
| ----------- | ------ | --------- | -------------- |
| LP 33 tours | Italie | SNR 25129 | 1989           |
| Cassette    | Italie | IRK 75129 | 1989           |